# بیماری دوکس
بیماری دوکس (Dukes' disease؛ به نام کلمنت دوکس) که همچنین به عنوان بیماری چهارم یا بیماری فیلاتوف-دوکز (Filatov-Dukes' disease؛ به نام نیل فیلاتوف) نیز شناخته می‌شود، نوعی اگزانتم است. این بیماری از سرخک یا انواع سرخجه متمایز است، اگرچه به عنوان نوعی بثورات ویروسی در نظر گرفته می‌شد. اگرچه دوکس آن را به عنوان یک بیماری جداگانه شناسایی کرد، اما پس از اینکه کیت پاول در سال ۱۹۷۹ آن را با وضعیتی که در حال حاضر به عنوان نشانگان پوست‌ریزی‌دهنده استافیلوکوکی شناخته می‌شود، معادل‌سازی کرد، تصور می‌شود که این بیماری تفاوتی با مخملک ناشی از استرپتوکوک پیوژنز تولیدکننده اگزوتوکسین ندارد.
دوکس هرگز با یک پاتوژن خاص همراه نبود، و دیگر در منابع علمی مورد استفاده قرار نمی‌گیرد. با این حال، بثورات مرموز با علت ناشناخته در کودکان مدرسه ای اغلب این سؤال را ایجاد می‌کند که آیا ممکن است بیماری دوکس باشد یا خیر.

## علائم و نشانه‌ها
علائم و نشانه‌ها ممکن است شامل تب، تهوع، استفراغ، و اسهال، همراه با علائم ویروسی معمولی مثل حساسیت به نور، بزرگ شدن غدد لنفاوی، گلودرد و احتمالاً التهاب مغز باشد. بثورات ممکن است در هر زمانی در طول بیماری ظاهر شوند که معمولاً در سراسر بدن پخش می‌شوند. بثورات شامل ماکولوپاپول‌های اریتماتوز با نواحی تلاقی است. آن‌ها ممکن است کهیر، تاول یا گاهی پتشی باشند. ممکن است کف دست و پا نیز درگیر شوند. ابتلا در کودکان شایع تر از بزرگسالان است. معمولاً بثورات بدون رنگدانه‌گذاری یا پوسته پوسته شدن محو می‌شوند.